# Special Olympics Hellas
Special Olympics Hellas ist der griechische Verband von Special Olympics International. Sein Ziel ist die Förderung von Sport für Menschen mit geistiger Beeinträchtigung und die Sensibilisierung der Gesellschaft für diese Mitmenschen. Außerdem betreut er die griechischen Athletinnen und Athleten bei den Special Olympics Wettbewerben.

## Geschichte

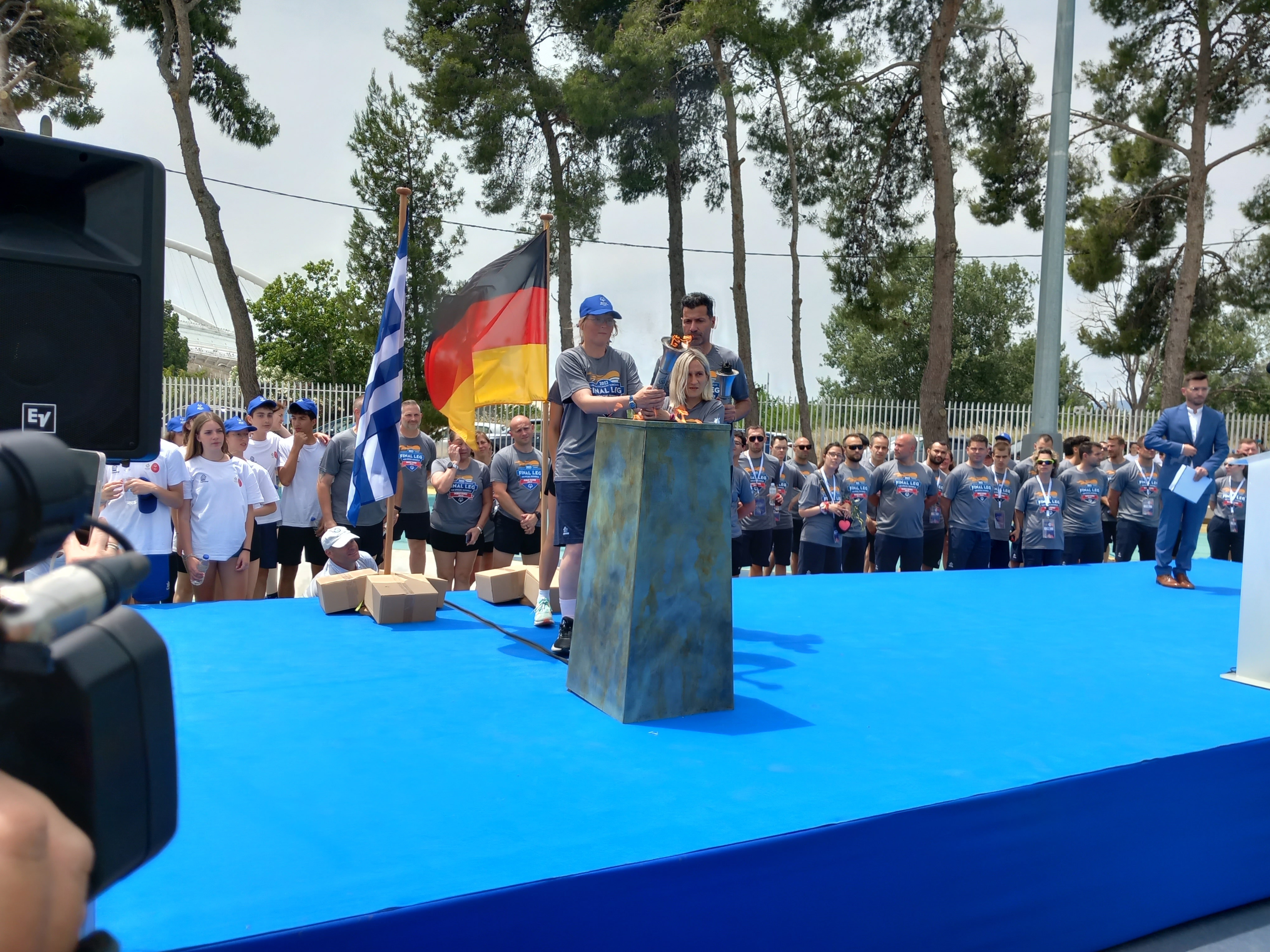
Special Olympics World Summer Games 2023, Zeremonie der Übergabe der Flamme der Hoffnung mit Natascha Wermelskirchen und Vassiliki Katsoudi, Deutsche Schule Athen

Special Olympics Hellas wurde 1988 mit Sitz in Athen als gemeinnütziger Verein gegründet und wird als solcher bis heute von Freiwilligen getragen. Erster Präsident und Gründer war Andreas Potamianos (1933–2022). Er setzte sich unter anderem maßgeblich dafür ein, dass das olympische Feuer vor allen Special Olympics World Games in einer Zeremonie auf dem Pnyx Hügel (Ιερό Χώρο της Πνύκας) am Fuße der Akropolis entzündet wird und zum jeweiligen Austragungsort reisen kann. Das Feuer wird Flamme der Hoffnung genannt und von einem Sonnenstrahl entzündet. An der Zeremonie beteiligen sich auch Menschen mit geistiger Beeinträchtigung.
Für die Übergabe der Flamme der Hoffnung an Deutschland anlässlich der Special Olympics World Summer Games 2023 in Berlin fand eine feierliche Zeremonie in der Zappeion Halle im Zentrum Athens in Anwesenheit der griechischen Staatspräsidentin Katerina Sakellaropoulou statt. Für den Fackellauf übernahm die deutsche Special Olympics Fußballerin Natscha Wermelskirchen zusammen mit der griechischen Leichtathletin Vasiliki Katsoudi das Feuer. Zusammen liefen sie durch die griechische Hauptstadt. Begleitet wurden die Athletinnen von einem griechischen Polizisten und einer Berliner Polizistin.

## Aktivitäten
2019 waren 15.143 Athletinnen, Athleten und Unified Partner sowie 1048 Trainer bei Special Olympics Hellas registriert. Der Verband nahm 2019 an folgenden Programmen teil, die von Special Olympics International ins Leben gerufen worden waren: Athlete Leadership, Family Support Network (FSN), Motor Activities Training Program (MATP), Young Athletes, Unified Schools, Healthy Athletes und Live Unified.
Folgende Sportarten wurden 2019 vom Verband angeboten: Alpinski, Schwimmen, Badminton, Basketball, Boccia, Bowling, Cheerleading, Skilanglauf, Radsport, Tanz, Leichtathletik, Reiten, Fußball, Gymnastik, Turnen, Handball, Judo, Karate, Kanusport, Kraftdreikampf, Segeln, Schneeschuhlaufen, Tischtennis, Tennis und Volleyball.
Mit der finanziellen Unterstützung der Stavros Niarchos Foundation unterhält Special Olympics Hellas das Programm Start a team – Έλα μαζί μας!, das die Gründung von Sportgruppen mit geistig Beeinträchtigten in 21 Provinzstädten fördert. Dabei werden 12 Sportarten angeboten, mit dem Ziel, regelmäßig zu trainieren und geistig Beeinträchtigte so stärker in die Gesellschaft einzubinden. Teil des Programms ist das gemeinsame Training von Beeinträchtigten und Gesunden sowie die Zusammenarbeit mit beeinträchtigten Kindern und ihren Familien sowie mit den Schulen für geistig Beeinträchtigte.

### Teilnahme an vergangenen Weltspielen

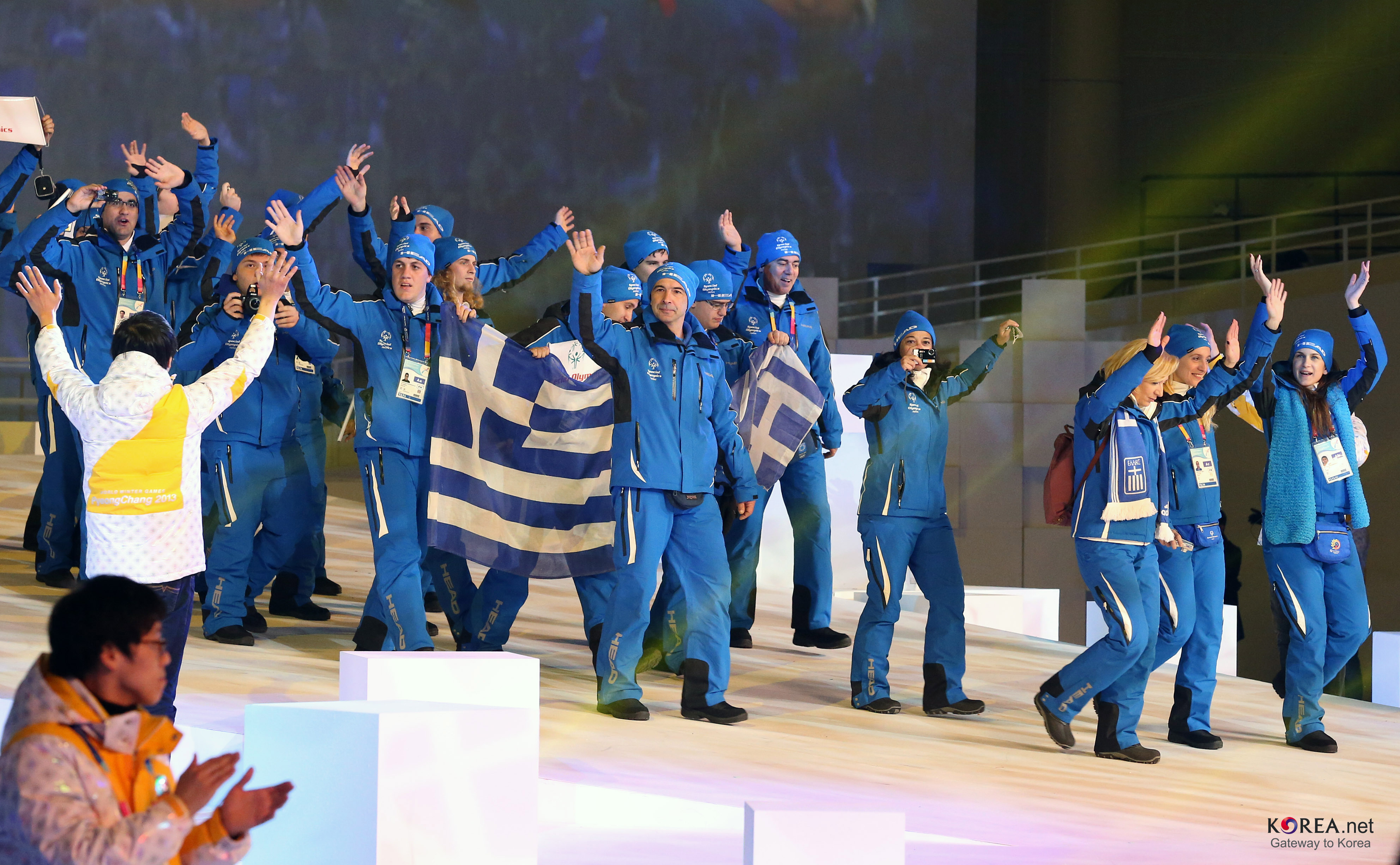
Team Special Olympics Hellas bei den Special Olympics World Winter Games 2013 in PyeongChang

• 2005 Special Olympics World Winter Games, Nagano, Japan
• 2007 Special Olympics World Summer Games, Shanghai, China (98 Athletinnen und Athleten)
• 2009 Special Olympics World Winter Games, Boise, USA (24 Athletinnen und Athleten)
• 2011 Special Olympics World Summer Games, Athen (339 Athletinnen und Athleten)
• 2013 Special Olympics World Winter Games, PyeongChang, Südkorea (27 Athletinnen und Athleten)
• 2015 Special Olympics World Summer Games, Los Angeles, USA (106 Athletinnen und Athleten)
• 2017 Special Olympics World Winter Games, Graz-Schladming-Ramsau, Österreich (14 Athletinnen und Athleten)
• 2019 Special Olympics, World Summer Games, Abu Dhabi (65 Athletinnen und Athleten)
• 2025 Special Olympics, World Winter Games, Turin (10 Athletinnen und Athleten)

### Teilnahme an den Special Olympics World Summer Games 2023 in Berlin

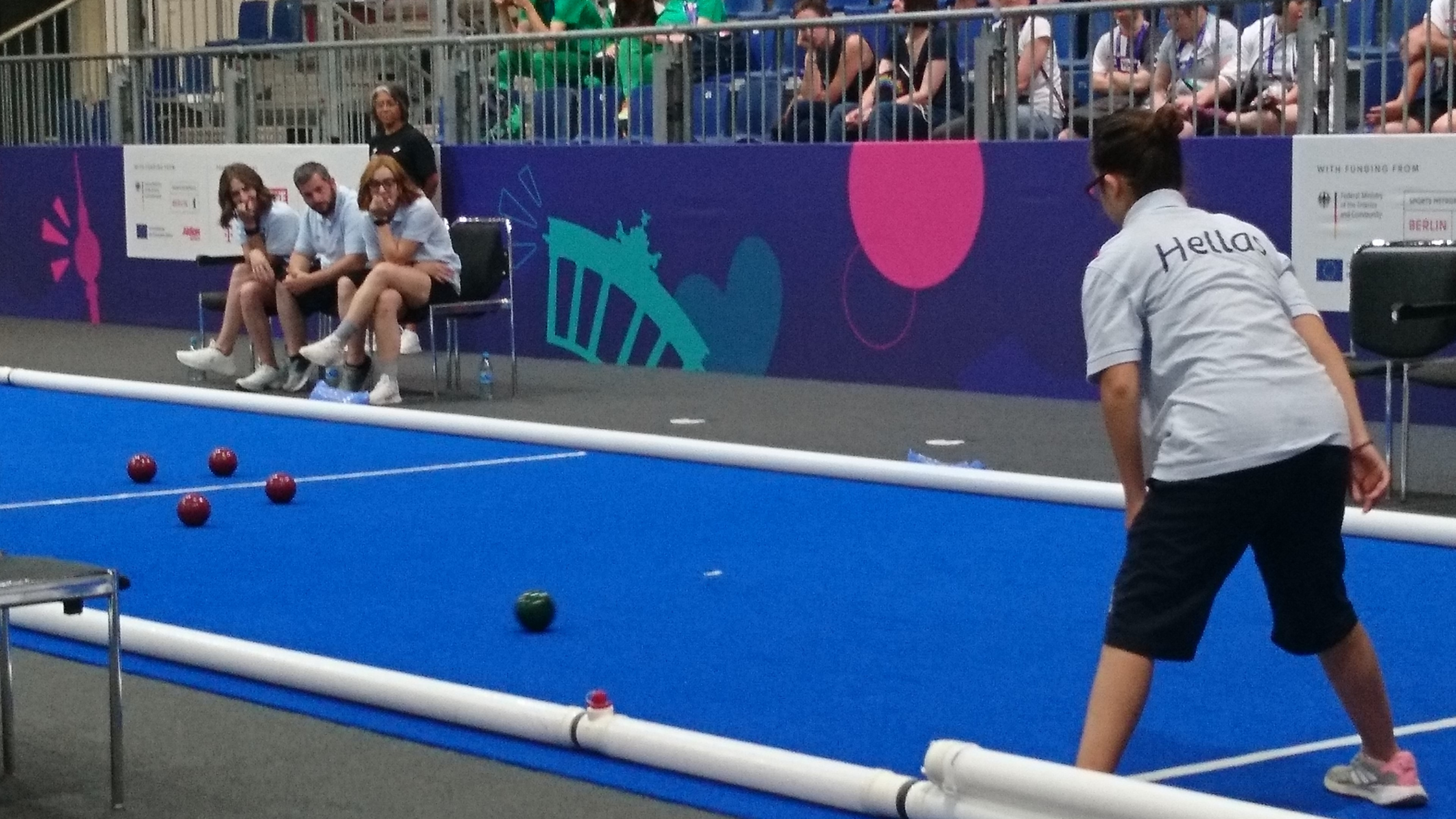
Boccia Athletin von Special Olympics Hellas bei den World Summer Games 2023 in Berlin

Special Olympics Hellas nahm an den Special Olympics World Summer Games 2023 teil. Die Delegation wurde vor den Spielen im Rahmen des Host Town Program von Spiesen-Elversberg betreut. Sie bestand aus 71 Athletinnen und Athleten und 22 Trainern. Das Team gewann bei diesen Weltspielen 26 Gold-, 15 Silber- und 24 Bronzemedaillen.

### Erfolgreiche Athletinnen und Athleten (Auswahl)
- Vasiliki Katsoudi, Leichtathletik